# Château de La Moissétie
Le château de la Moissétie est un manoir situé sur la commune de Aurillac dans le Cantal.

## Description
Remanié au cours des siècles, le château se compose d'une tour d'angle ronde du  XIXe siècle cantonnant un corps de logis ancien de plan rectangulaire.

## Historique
Son nom vient de la famille Moisset ou Moysset, viguiers héréditaires de la vallée de la Jordanne pour l'abbé d'Aurillac.
Depuis le XIIIe siècle jusqu'à la fin du XVe siècle, le château appartient à la famille Moisset.
La généalogie des premiers représentants de la famille Moisset serait la suivante :
- Pierre Moisset, né vers 1160
- Raymond Moisset, né vers 1190, fils du précédent, marié à une demoiselle de Vic, fille de Gibert de Vic
- Hugues de Moysset, fils du précédent, co-seigneur de Roquenatou du chef de sa femme, né vers 1220 et marié à une demoiselle de La Roque, fille de Guy de La Roque, co-seigneur de Roquenatou
- Bernard II de Moysset, né vers 1250, fils d'Hugues de Moysset, co-seigneur de Roquenatou avec son fils Hugues de Moysset
- Raymond II de Moysset, fils de Bernard II de Moysset, né vers 1280, seigneur de Lalaubie et de La Moissétie. Ce serait lui qui aurait fait construire le château.
- Savary de Moysset, né vers 1310 et décédé après 1363, fils de Raymond II de Moysset, seigneur de La Moissétie, de Réquiran, et de Jussac et co-seigneur de Roquenatou, marié à Jeanne de Tessières, fille de Guy de Tessières.
- Jean de Moysset, né vers 1343, fils de Savary, seigneur de La Moissétie cité en 1363.
- Le château serait ensuite passé à la famille La Roque, celle des seigneurs de Roquenatou déjà citée, avec laquelle les Moysset n'ont pas cessé d'avoir des alliances, puisque Marianne de Moysset - fille de Savary de Moysset - est citée en 1375 comme veuve de Pierre de La Roque, co-seigneur de Roquenatou. On trouve aussi plus tard :
- Antoinette de Moysset de la Moissétie, fille de Géraud de Moysset et de Léonce de La Vaissière, comme dame héritière de La Moissétie qui épouse le 15 mai 1497 Guillaume de La Roque, seigneur de Roquenatou (décédé en 1504). Le château passe au sein de la famille La Roque à cette date.

Il est ensuite acheté par M. Brunon dont la famille le conserve jusqu'à la fin du  XXe siècle.

## Visites
Le château est ouvert au public, et dispose de chambres d'hôtes.